# Anaspis hargreavesi
Anaspis hargreavesi es una especie de coleóptero de la familia Scraptiidae.

## Distribución geográfica
Habita en Uganda.